# 불놀이
〈불놀이〉는 주요한이 <창조>에 발표한 현대시이다. 한국 최초의 현대시로, 내용은 4월 초파일 불놀이를 배경으로 하여, 사랑을 잃은 젊은 시인의 동경과 고민을 상징적으로 그리고 있다.

## 창작
작자 주요한은“서양의 현대시 중 폴 베를렌·폴 포르(Foret,P.)·샤를 보들레르 등 소위 상징주의 작품이 마음에 들고 충격적이어서 우리말로 그런 종류의 시를 써보고 싶어 처음으로 시험한 것 중 하나가 불놀이가 되었다.”고 창작 동기를 밝힌 적이 있다. 작품은 1919년 2월〈창조 創造〉 창간호에서 발표되었고, 1925년 주요한의 첫 시집 〈아름다운 새벽〉에도 수록되었다.

## 내용
전체 5연 35행으로 구성된 이 시는 음력 4월 초파일에 대동강에서 벌어진 불놀이를 배경으로 한다. 화자는 불꽃놀이를 즐기는 사람들에게서 떨어진 체 죽은 애인을 생각하며 애상에 잠들지만, 자신의 슬픔에 공감하지 않는 주변으로부터 괴로움을 느낀다. 작품에서 떠난 애인을 그리워하며 느끼는 회환과 울분을 강렬한 어조로 표현한다. 또한 시는 정형률을 파괴하여 산문성을 지향하고 있으며, 계몽적 설교의 구각을 벗어나 내적 정서를 표출한다. 〈불놀이〉는 프랑스 상징주의 시들의 영향을 받아 애매모호한 느낌을 주는 작품이기도 하다.